# Пантропически петнист делфин
Пантропическият петнист делфин (Stenella attenuata) е вид бозайник от семейство Делфинови (Delphinidae). Видът не е застрашен от изчезване.

## Разпространение и местообитание
Разпространен е в Австралия, Американска Самоа, Аржентина, Асенсион и Тристан да Куня, Бангладеш, Бахамски острови, Белиз, Бонер, Бразилия, Вануату, Венецуела, Виетнам, Габон, Гана, Гваделупа, Гватемала, Гвинея, Гренада, Гуам, Джибути, Доминика, Доминиканска република, Египет, Еквадор, Екваториална Гвинея, Индия, Индонезия, Кабо Верде, Кайманови острови, Камбоджа, Кения, Кирибати, Китай, Колумбия, Коморски острови, Коста Рика, Кот д'Ивоар, Куба, Кюрасао, Мавриций, Мадагаскар, Малайзия, Малдиви, Мартиника, Маршалови острови, Мексико, Мианмар, Мозамбик, Никарагуа, Нова Зеландия, Нова Каледония, Обединени арабски емирства, Оман, Остров Света Елена, Острови Кук, Пакистан, Панама, Папуа Нова Гвинея, Перу, Провинции в КНР, Пуерто Рико, Реюнион, Саба, Салвадор, Саудитска Арабия, САЩ, Свети Мартин, Северни Мариански острови, Сейнт Винсент и Гренадини, Сейнт Лусия, Сейшели, Сен Естатиус, Сенегал, Сингапур, Синт Мартен, Соломонови острови, Сомалия, Тайван, Тайланд, Танзания, Того, Тонга, Тринидад и Тобаго, Тувалу, Търкс и Кайкос, Уругвай, Фиджи, Филипини, Френска Полинезия, Хаити, Хондурас, Хонконг, Шри Ланка, Южна Африка, Ямайка и Япония.
Обитава крайбрежията на океани, морета и заливи в райони с тропически, умерен и субтропичен климат.

## Описание
На дължина достигат до 2,1 m, а теглото им е около 65,7 kg.
Продължителността им на живот е около 46 години.